# Ambasciatori delle Città anseatiche nell'Impero ottomano
L'ambasciatore delle Città anseatiche nell'Impero ottomano era il primo rappresentante diplomatico delle Città anseatiche (Amburgo, Brema e Lubecca) nell'Impero ottomano.
Le relazioni diplomatiche iniziarono ufficialmente nel 1841 e rimasero attive sino al 1859 quando le città anseatiche sottoscrissero un accordo con la Prussia per servirsi della rappresentanza diplomatica dell'ambasciatore prussiano a Costantinopoli.

## Storia
I rapporti diplomatici tra le città anseatiche di Amburgo, Brema e Lubecca con l'Impero ottomano furono frutto dei negoziati iniziati nel 1839 tra l'ambasciatore anseatico residente a Londra, James Colquhoun, e il gran visir ottomano Mustafa Reşid Pascià che portarono alla conclusione di un trattato di amicizia e commerciale il 18 maggio 1841 che provvide alle città anseatiche dei rappresentanti diplomatici congiunti a Costantinopoli, inizialmente accreditati come chargée d'affaires. Il primo di questi fu il figlio di Colquhoun, Patrick Colquhoun (1841–43), seguito dall'ambasciatore spagnolo Antonio López de Córdobache che assunse anche la rappresentanza anseatica oltre a quella spagnola a Costantinopoli. Dal 1847 al 1859 fu la volta dell'orientalista amburghese Andreas David Mordtmann che fu il primo ed unico ambasciatore ufficiale delle città anseatiche a Costantinopoli. Durante i suoi dodici anni di servizio come ambasciatore, malgrado la Guerra di Crimea, cercò di sostenere gli interessi commerciali della madrepatria istituendo dei consolati presso l'estuario del Danubio e lungo la costa del Mar Nero.
Le spese di mantenimento di un'ambasceria specifica per le tre città anseatiche divenne col tempo troppo onerosa e per questo il 1º luglio 1859 venne sottoscritto un accordo tra le città anseatiche e la Prussia che prevedeva che l'ambasciatore prussiano a Costantinopoli svolgesse funzioni di rappresentanza anche per le tre città della Lega. Con la costituzione della Confederazione Germanica del nord nel 1867 e poi dell'Impero tedesco nel 1871, le funzioni passarono all'ambasciatore tedesco nell'Impero ottomano.

## Città Anseatiche
- 1841-1843: James Colquhoun
- 1843-1847: Antonio Lopez de Cordova
- 1847-1859: Andreas David Mordtmann

1859: Chiusura dell'ambasciata